# La presa de Jaffa
La presa de Yapu és un antic relat egipci que descriu la conquesta de la ciutat de Yapu (avui, Jaffa) pel general Djehuty en temps de Tuthmosis III. Es conserva una còpia al Papir Harris 500, guardat al Museu Britànic amb la referència EA 10060.
No es tracta d'una narració històrica sinó d'un conte, on el teló de fons és la campanya a Síria de Tuthmosis, i el que li va passar a un comandant de tropa anomenat Djehuty que servia a les ordres del faraó.

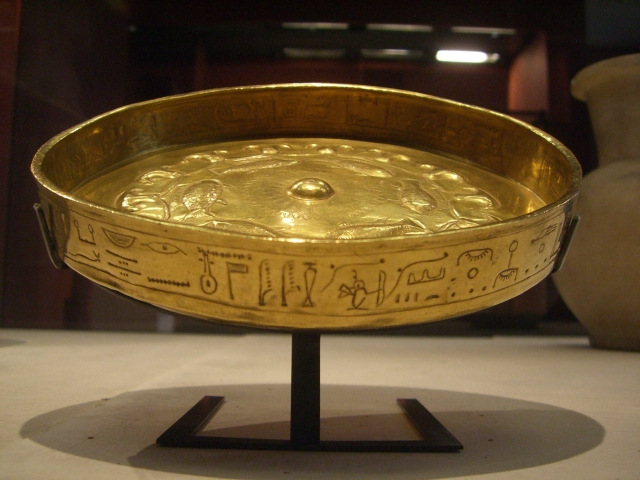
Bol d'or amb el nom del general Djehuty. (Museu del Louvre).

Les tàctiques usades per Djehuty a la història evoquen l'episodi del Cavall de Troia relatat a l'Odissea i el conte d'Alí Babà i els quaranta lladres de les mil i una nits.

## Descripció
El papir data de començaments de la dinastia XIX, durant el regnat de Seti I o durant el de Ramsès II Està escrit en hieràtic i es conserva de forma fragmentària: el començament s'ha perdut, i la resta del text té moltes llacunes.

## Argument

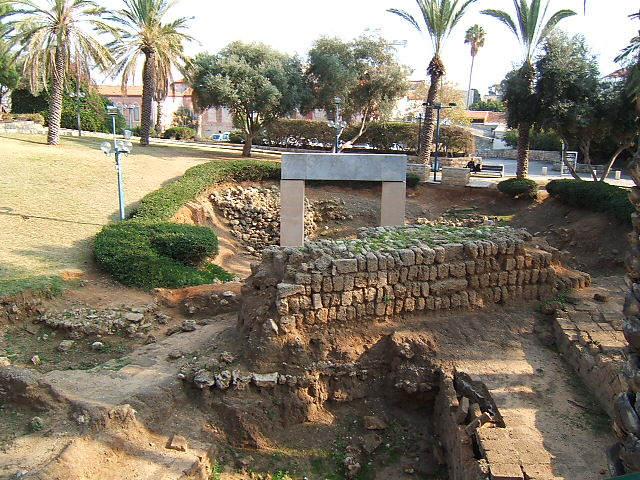
Jaffa: restes de la muralla del Segle XIII aC

El principi de la narració s'ha perdut. Al fragment conservat, Djehuty convida al príncep de Yapu a una trobada en el seu campament dels afores de la ciutat. El príncep acudeix amb 120 soldats, i Djehuty el convida a la seva tenda, on el noqueja. Oculta a dos-cents dels seus soldats en cistelles, els càrrega sobre animals i envia un auriga a la ciutat per anunciar que els egipcis s'han rendit i estan enviant un tribut. Les dues-centes cistelles són portades per 500 portadors, que no són uns altres que soldats de Djehuty: una vegada dins de la ciutat, la conquisten. La història acaba amb una carta en la qual Djehuty informa al faraó d'aquesta victòria.

## Context històric
Encara que els esdeveniments descrits en aquesta història són ficticis, estan situats en un context real: Tuthmosis va realitzar un total de 16 campanyes a Síria entre els anys 22 i 42 del seu regnat; la presa de Jaffa va haver de succeir en una de les primeres. El general Djehuty és un personatge real que està ben documentat en diverses troballes arqueològiques, per exemple en un bol d'or que Tuthmosis III li va regalar pels seus mèrits i que es conserva en el Museu del Louvre. La seva tomba va ser trobada l'any 1824 a Saqqara.